# Ginette Durand
Ginette Durand, född 5 april 1929, död 29 mars 2018, var en fransk gymnast. Hon tävlade i sju sportevenemang under sommar-OS 1952.